# Brüttener Tunnel
| Streckennummer (BAV): | 780 (Dietlikon Nord–BT West) 781 (Dietlikon Nord–BT Ost) 782 (Bassersdorf Ost–Mülberg West) 783 (Bassersdorf Ost–Mülberg Ost) 784 (Bassersdorf Ost–Baltenswil) 785 (Dietlikon Nord–Brüttisellen) 790–793 (Anpassungen) 794 (W West–Winterthur Töss) |                                 |                                 |
| Spurweite: | 1435 mm (Normalspur) |                                 |                                 |
| Stromsystem: | 15 kV, 16,7 Hz ~ |                                 |                                 |
| | |                                 |                                 |
| Streckenverlauf | |                                 |                                 |
| \| \| \| von Zürich \| \| \| \| 350,5 \| Dietlikon \| 442 m ü. M. \| \| \| 350,8 \| Abzweigung Dietlikon Nord \| Abzweigung Dietlikon Nord \| \| \| \| Portal Dietlikon BT \| \| \| \| 9,6 \| Zürich Flughafen \| 425 m ü. M. \| \| \| \| von Zürich Oerlikon über Kloten \| \| \| \| 14,8 \| Bassersdorf \| 452 m ü. M. \| \| \| 15,1352,2 \| Abzweigung Bassersdorf Ost \| Abzweigung Bassersdorf Ost \| \| \| \| Portal Bassersdorf BT \| \| \| \| 353,9 \| Abzweigung Mülberg \| Abzweigung Mülberg \| \| \| 16,8 \| Effretikon \| 507 m ü. M. \| \| \| \| nach Wetzikon \| \| \| \| 20,5 \| Kemptthal \| 466 m ü. M. \| \| \| \| Portal Tössmühle BT \| \| \| \| 359,722,9 \| Abzweigung Tössmühle \| Abzweigung Tössmühle \| \| \| \| Autobahn A1 \| \| \| \| \| neue Töss-Brücke \| \| \| \| \| Überwerfung Töss \| \| \| \| 25,1 \| von Bülach \| von Bülach \| \| \| 26,1 \| Winterthur \| 439 m ü. M. \| | |                                 |                                 |
| Strecke · Strecke | | von Zürich                      | von Zürich                      |
| Bahnhof · Strecke | 350,5 | Dietlikon                       | 442 m ü. M.                     |
| Strecke | 350,8 | Abzweigung Dietlikon Nord       | Abzweigung Dietlikon Nord       |
| Strecke · Tunnelanfang (Strecke außer Betrieb) · Strecke | | Portal Dietlikon BT             | Portal Dietlikon BT             |
| Strecke · Strecke (außer Betrieb) (im Tunnel) · Bahnhof | 9,6 | Zürich Flughafen                | 425 m ü. M.                     |
| Strecke · Strecke (außer Betrieb) (im Tunnel) · Abzweig geradeaus und von links | | von Zürich Oerlikon über Kloten | von Zürich Oerlikon über Kloten |
| Strecke · Strecke (außer Betrieb) (im Tunnel) · Bahnhof | 14,8 | Bassersdorf                     | 452 m ü. M.                     |
| Abzweig geradeaus und von links · Kreuzung (Strecke geradeaus außer Betrieb) (im Tunnel) · Abzweig ehemals geradeaus und nach rechts | 15,1352,2 | Abzweigung Bassersdorf Ost      | Abzweigung Bassersdorf Ost      |
| Strecke · Strecke (außer Betrieb) (im Tunnel) · Tunnelanfang (Strecke außer Betrieb) | | Portal Bassersdorf BT           | Portal Bassersdorf BT           |
| Strecke | 353,9 | Abzweigung Mülberg              | Abzweigung Mülberg              |
| Bahnhof · Strecke (außer Betrieb) (im Tunnel) | 16,8 | Effretikon                      | 507 m ü. M.                     |
| Abzweig geradeaus und nach rechts · Strecke (außer Betrieb) (im Tunnel) | | nach Wetzikon                   | nach Wetzikon                   |
| Bahnhof · Strecke (außer Betrieb) (im Tunnel) | 20,5 | Kemptthal                       | 466 m ü. M.                     |
| Strecke · Tunnelende (Strecke außer Betrieb) | | Portal Tössmühle BT             | Portal Tössmühle BT             |
| | 359,722,9 | Abzweigung Tössmühle            | Abzweigung Tössmühle            |
| | | Autobahn A1                     |                                 |
| Brücke über Wasserlauf | | neue Töss-Brücke                | neue Töss-Brücke                |
| Strecke | | Überwerfung Töss                | Überwerfung Töss                |
| Abzweig geradeaus und von links | 25,1 | von Bülach                      | von Bülach                      |
| Bahnhof | 26,1 | Winterthur                      | 439 m ü. M.                     |

Der Brüttener Tunnel ist ein seit den 1980er Jahren verfolgtes Eisenbahntunnel-Projekt zwischen Zürich und Winterthur im Kanton Zürich, der die kurvenreiche und vielbefahrene zweigleisige Strecke über Effretikon entlasten und dabei auch die Fahrzeit um drei bis vier Minuten verkürzen soll. 2019 haben Ständerat und Nationalrat dem Bau des Tunnels im nächsten Ausbauschritt der Bahninfrastruktur (STEP 2035) zugestimmt. Der Baustart ist für 2025 geplant, die Inbetriebnahme für Dezember 2035 vorgesehen.

## Aktuelles Projekt (2019)
Der Brüttener Tunnel wird ein neun Kilometer langer und in zwei Röhren mit je zehn Meter Durchmesser verlaufender Tunnel. Ein Tunnelportal wird östlich von Bassersdorf, ein zweites bei Dietlikon liegen. Die beiden Tunneläste werden niveaufrei zusammengeführt und kommen bei Tössmühle vor Winterthur wieder an die Oberfläche. Diese Linienführung erlaubt eine leistungsstarke Verbindung zwischen Zürich und Winterthur, da sowohl Zürich Flughafen (via Bassersdorf) als auch Zürich HB (via Dietlikon) direkt an Winterthur angebunden sind. Der zweiröhrige Tunnel benötigt keinen separaten Flucht- und Rettungsstollen zur Evakuierung von Passagieren. Die beiden Röhren werden mit 20 Querschlägen verbunden.
Zur Einbindung des Brüttener Tunnels ins SBB-Netz braucht es umfangreiche Anpassungen an der Bahninfrastruktur. Vor Winterthur müssen die Züge vom Brüttener Tunnel kommend die bestehenden Gleise queren, ohne den Gegenverkehr zu behindern. Dafür benötigt es zwei neue Bauwerke: Für die S-Bahnen in Richtung Zürich ist bei Neumühle eine eingleisige, rund 800 Meter lange Brücke (Überwerfung) über die bestehenden Gleise geplant. Die Schnellzüge Richtung St. Gallen unterqueren die Gleise auf der Höhe der Storchenbrücke.
Westlich von Wallisellen ist eine eingleisige, 590 Meter lange Brücke (Überwerfung) über das bestehende Gleis von und nach Zürich Oerlikon geplant. Die Züge von Wallisellen können somit nach Zürich Oerlikon verkehren, ohne den Gegenverkehr zu behindern. Die Brücke beginnt bei der Glattalbahn-Haltestelle Belair und endet vor der Autobahnbrücke.
Das Projekt "Brüttener Tunnel" kostet, Stand 2021, ca. 2,8 Milliarden Franken. Davon entfallen auf den eigentlichen Tunnel 40 %. Die restlichen Kosten fallen auf den Zufahrtsstrecken sowie beim Ausbau der Bahnhöfe Winterthur Töss, Bassersdorf, Dietlikon und Wallisellen an. Inzwischen sind die prognostizierten Kosten deutlich gestiegen: von 2,84 Milliarden Franken auf 3,27 Milliarden – ein Plus von 428 Millionen Franken. Laut Standbericht 2024 des BAV betragen die Mehrkosten inklusive Teuerung sogar 550 Millionen, was fast genau der von der SBB angegebenen 20-Prozent-Reserve entspricht. Die Kapazität steigt von derzeit 670 Zügen und 120'000 Passagieren auf 900 Züge und 156'000 Passagiere im Jahr 2035. Zwei IC-Linien werden zukünftig im Viertelstundentakt zwischen Zürich und Winterthur verkehren. Die Fahrzeit reduziert sich um bis zu 8 Minuten.

## Geschichte
Der Brüttener Tunnel war ein Teilprojekt der Bahn 2000 und war bereits beschlossene Sache. Kurz vor der Ausführung wurde er aber zugunsten des Zimmerberg-Basistunnels zurückgestellt. Je nach Variante sollte der Tunnel zwischen 1,4 und 2,1 Milliarden Franken kosten und zwischen 7 und 10 km lang werden.
In Zusammenhang mit der vom kantonal-zürcherischen Stimmvolk am 26. September 2010 zu rund 70 Prozent abgelehnten VCS-Initiative Schienen für Zürich gelangte die Idee wieder stark in das Bewusstsein der Öffentlichkeit. Für die Initiativ-Befürworter ist der Tunnel die logische Konsequenz der Abstimmung, für die Gegner ist weiterhin der vierspurige Ausbau der Stammstrecke ein Thema.
Die nordostschweizerischen Kantone sowie die Städte Zürich und Winterthur befürworten den Bau des Tunnels.
Zwischen Winterthur und Tössmühle (Zufahrt zum geplanten Nordportal Brüttener Tunnel) ist die Stammstrecke mittlerweile dreispurig ausgebaut worden. Ebenso ist die Überwerfung Hürlistein (auf der Stammstrecke) mittlerweile in Betrieb. Damit wurde eine Leistungssteigerung auf der Stammstrecke erzielt, wodurch der Bau des Brüttener Tunnels bzw. ein durchgehender Vierspurausbau weiter hinauszögert werden konnte. Trotz weiterer kleiner Massnahmen ist die Strecke Zürich - Winterthur seit dem Fahrplanwechsel 2020 allerdings komplett ausgelastet (670 Züge pro Tag).
Der Brüttener Tunnel war im Konzept Bahn 2030 Diskussionsgrundlage. Seit Februar 2014 wird der Brüttener Tunnel im neuen Fonds für die Eisenbahn (Finanzierung und Ausbau der Bahninfrastruktur) geplant und realisiert. Die Realisierung ist bis 2030/35 machbar.
Im Februar 2016 fanden Probebohrungen für den Tunnel statt. An 20 Standorten zwischen Bassersdorf und Baltenswil wurde gebohrt. Demzufolge wird der Brüttener Tunnel wieder aktuell.
Ende 2016 wurde die Objektstudie fertiggestellt, aus der hervorgeht, dass die Bahnhöfe Dietlikon, Bassersdorf und Wallisellen angepasst werden müssen, im weiteren soll die Linie von Bülach in Winterthur mit Unter- oder Überwerfungsbau in die Stammlinie (Winterthur nach Effretikon) eingebunden werden.
Der Zürcher Verkehrsverbund plant die Kapazität unter anderem mit Hilfe des Brüttener Tunnels bis 2030 gegenüber 2007 zu verdoppeln.

## Anpassungen der bestehenden Infrastruktur
Es sind diverse Anpassungen an der bestehenden Infrastruktur nötig, damit die neue Kapazität des Brüttener Tunnels genutzt werden kann. Im Bauprojekt der SBB sind folgende Massnahmen beschrieben: 

### Projekte in Wallisellen
- Neue eingleisige Brücke (590 Meter) am westlichen Rand von Wallisellen (Tram-Haltestelle Belair bis kurz vor Autobahnbrücke A1) über das bestehende Gleis für kreuzungsfreien Zugsverkehr von und nach Zürich Oerlikon
- Verbreiterung der Mittelperrons und Anpassung der Perron-Zugänge
- Verbreiterung der Personenunterführung Ost (Katzenunterführung) mit neuem Zugang zum Bahnhofplatz (Südseite)
- Verbreiterung der Unterführungen Oberwiesenstrasse
- Neue Veloschnellroute auf der Südseite der Bahnlinie (im Auftrag des Kantons Zürich)

### Projekte in Dietlikon
- Neubau des Bahnhofs Dietlikon mit vier Gleisen und breiteren Perron-Zugängen
- Strassenunterführung ersetzt den heutigen Bahnübergang in Richtung Effretikon
- Bestehende Gleise Richtung Effretikon werden für zusätzliche Gleise des Brüttener Tunnels verschoben
- Neuer Kurztunnel für kreuzungsfreien Verkehr der Züge Richtung Wallisellen (Höhe Bahnhofstrasse in Dietlikon und dem Furtbachweg in Wallisellen)
- Neue Velohauptverbindung (im Auftrag des Kantons Zürich)

### Projekte in Bassersdorf
- Barrierefreier Ausbau des Bahnhofs: stufenfreier Zugang zu allen Gleisen
- Bau von zwei neuen und breiteren Unterführungen
- In Richtung Effretikon neu vier Gleise, wovon die mittleren zwei in den neuen Brüttener Tunnel führen
- Vorgängige Verschiebung der Kantonsstrassen (mündet neu südlich der Bahnlinie in Zürichstrasse) und Aufhebung der Unterführung Baltenswilerstrasse
- Zusätzliche Weichenverbindungen in Dorfnest und Hürlistein
- Neubau der Personenunterführung bei der Sportanlage Bassersdorf

### Projekte in Winterthur
- Bahntechnikgebäude sowie ein Interventions- und Rettungsplatz beim neuen Tunnelportal Tössmühle
- Neue eingleisige Brücke (ca. 800 Meter) über bestehende Gleise bei Neumühle für die S-Bahnen Richtung Zürich
- Neuer Kurztunnel für Schnellzüge Richtung St. Gallen auf Höhe Storchenbrücke
- Neuer Standort für einen Lösch- und Rettungszuges auf Höhe Auwiesenstrasse / Untere Vogelsangstrasse
- Barrierefreier Ausbau des Bahnhof Winterthur Töss mit neuer Unterführung und Treppen, Rampen sowie einem Lift
- Zusätzliches Gleis vom Bahnhof Winterthur Töss Richtung Winterthur (mündet bei Storchenbrücke in geplanten Kurztunnel)

### Weitere bauliche Massnahmen
- mehrere Sicherheits- und Betriebsanlagen
- Erweiterung Bahnhof Zürich Stadelhofen (im Rahmen eines separaten Projekts)

### Nachrichten

#### 2016
- Ein acht Kilometer langer Tunnel soll Winterthur mit dem Unterland verbinden, Der Landbote vom 27. Dezember 2016

#### 2017
- Tunnels graben für die Mobilität nach 2030, Zürcher Unterländer am 4. Juli 2017

#### 2018
- Das Mahnmal der geplatzten Tunnelträume, Tagesanzeiger am 23. Februar 2018
- Tunnel bedingt neue Brücke bei Wallisellen, Zürcher Unterländer am 14. März 2018
- «Der Bau in Wangen-Brüttisellen wird eine Herausforderung», Züriost am 1. Juni 2018
- Günstige Gleise statt teurem Tunnel, Zürcher Unterländer am 27. Oktober 2018
- Zürich ist für einmal mit dem Bundesrat sehr zufrieden, Neue Zürcher Zeitung am 31. Oktober 2018
- Riesenbrücke in Winterthur-Töss wegen Brüttener Tunnel, Top Online am 8. November 2018
- Die S-Bahn wird zum schnellen Agglo-Tram, Neue Zürcher Zeitung am 23. November 2018

#### 2019
- Die Bevölkerung befürchtet eine markante Lärmzunahme, Der Landbote am 12. Juni 2019
- Glatttal - Brüttenertunnel und Glattalautobahn werden immer konkreter, Zürcher Unterländer am 22. Juni 2019

#### 2020
- Aufatmen in Töss: SBB verschieben Riesenbrücke weiter an den Stadtrand, Der Landbote am 18. April 2020
- Milliardenschweres Bahnprojekt - Der Brüttener Tunnel ist einen Schritt weiter, züriost am 23. Juli 2020

#### 2021
- Einigung auf Masterplan im Glattal - Damit Brüttenertunnel und Glattalautobahn die Landschaft nicht verschandeln, Zürcher Unterländer am 18. Februar 2021
- Erste Ansichten der Tunnelportale - Hier verschwinden die Züge künftig im Brüttenertunnel, Zürcher Unterländer am 15. März 2021
- Bassersdorf - Neues Portal des Brüttenertunnels erfordert Geländeanpassungen, dorfblitz am 28. Juli 2021
- SBB-Aufschüttung in Bassersdorf - Geröll aus dem Brüttenertunnel könnte dem Lärmschutz dienen, Zürcher Unterländer am 3. September 2021
- IG Eich gegründet - Landwirte wehren sich gegen den Brüttenertunnel, züriost am 15. Dezember 2021

#### 2022
- Kürzere Reisezeiten - Schnellzughalt in Wil statt am Flughafen: Gewagtes St.Galler Fahrplankonzept fällt beim Bund durch, St. Galler Tagblatt am 21. Januar 2021
- Braucht die Sportanlage BXA eine direkte Verbindung in den Wald?, Zürcher Unterländer am 22. Januar 2022
- Hausbesitzer und Mieterinnen aufgepasst - Wo gegraben wird, steigen die Preise für Wohneigentum, Blick am 16. August 2022